# Шоста кільцева автодорога Пекіна

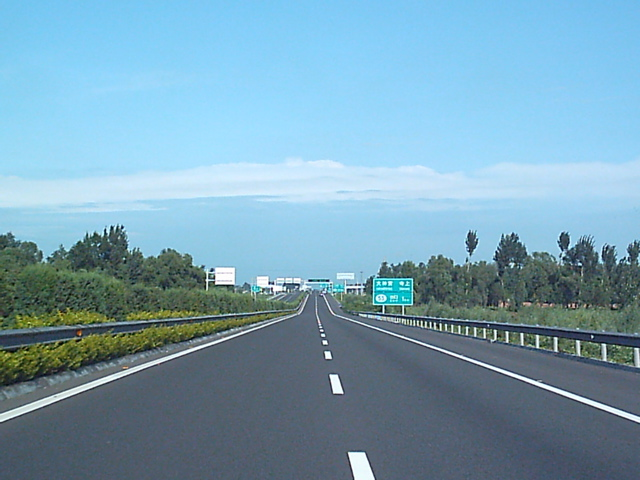
Північно-східна частина кільцевої автодороги (2004)

Шоста кільцева автодорога Пекіна (кит. спр. 六环路, піньїнь: Liu Huan Lu) — 130-кілометрова платна 4-смугова (по 2 в кожному напрямку) кільцева дорога, що оточує центр Пекіна. Одна з  кільцевих автодоріг Пекіна. Розташована за 15—20 км від центру міста.

## Історія
Спочатку називалася Друга швидкісна кільцева автодорога, однак потім вирішено, що кільцеві дороги повинні нумеруватися не за часом надання статусу, а за розташуванням, починаючи від центру міста, і дорога була перейменована в шосту.
Південно-східна ділянка введена в експлуатацію в 2000—2001 роках. Після деяких затримок (зумовлених складними умовами горбистої місцевості на заході) вся дорога введена в експлуатацію 20 грудня 2004 року.
Повністю дорога завершена в 2009-му, її довжина становить 187,6 км.